# Хрещений батько 2
«Хрещений Батько. Частина II» (англ. The Godfather Part II) — гангстерська драма 1974 року, режисера Френсіса Форда Копполи з Аль Пачіно та Робертом Де Ніро у головних ролях. Пряме продовження стрічки 1972 року «Хрещений Батько». Легендарна кримінальна драма, етапний фільм американського та світового кіно, який нічим не поступається своєму славетному попереднику (чимало критиків вважають його кращим за першу частину). Майстерно переплітаючи сцени минулого та сьогодення, Коппола в центр драми висуває представників нового покоління гангстерського клану — дона Корлеоне та його сина, для яких не існує моральних пересторог на шляху досягнення поставленої мети. Вони перетворюють мафію, що існує за патріархальними законами, на вельми прагматичну, сувору корпорацію, що поступово інтегрується у великий бізнес Америки. Майстерна режисура, досконале акторство, глибокий аналіз історичного коріння злочинності, її впливу на владу та політику найвищих рівнів — усе це зробило «Хрещеного батька-2» одним з найкращих американських фільмів 70-х.
Станом на 1 березня 2024 року фільм займає 4-ту позицію у списку 250 найкращих фільмів за версією IMDb.

## Сюжет
|  | Справжня сила не може бути даною, вона має бути взятою... |

Картина містить дві паралельні сюжетні лінії: історію молодого Віто Корлеоне (Де Ніро), який, рятуючись від ворогів своєї родини, на початку XX сторіччя прибув з Італії до США і навчився виживати у жорстокому й ворожому світі, та розповідь про долю його сина Майкла (Пачіно), який, успадкувавши капітали батька, став у кінці 50-х років однією з найвпливовіших особистостей у країні. Віто, ступивши на злочинний шлях і врешті-решт взявши під свій контроль весь рекет італійських кварталів, намагався забезпечити майбутнє своєї сім'ї. Натомість Майкл на шляху до необмеженої влади руйнує свою родину власноруч. Нові часи диктують нові закони, де сухий розрахунок знищує колишню жорстоку шляхетність. Майкл втрачає дружину Кей (Кітон), вбиває свого брата Фредо (Казале), який зрадив «інтереси родини». Як казав про свого героя сам Коппола, він «живий труп»…

## Творці фільму

### Режисер
Френсіс Форд Коппола

### Автори Сценарію
Френсіс Форд Коппола — автор сценарію
Маріо П'юзо — автор сценарію
Маріо П'юзо / Mario Puzo — Хрещений батько (роман)

### Продюсери
Френсіс Форд Коппола — продюсер

Грей Фредеріксон — со-продюсер

Фред Рус — со-продюсер

### Актори
| Актор             | Роль               |
| ----------------- | ------------------ |
| Аль Пачіно        | Майкл Корлеоне     |
| Роберт Дюваль     | Том Гаґен          |
| Даян Кітон        | Кей Адамс-Корлеоне |
| Роберт де Ніро    | Віто Корлеоне      |
| Джон Казале       | Фредо Корлеоне     |
| Талія Шайр        | Конні Корлеоне     |
| Лі Штрасберг      | Гайман Рот         |
| Майкл В. Ґаццо    | Френкі Пентанджелі |
| Морґана Кінґ      | Кармела Корлеоне   |
| Дж. Д. Спредлін   | сенатор Пет Гірі   |
| Річард Брайт      | Ел Нері            |
| Леопольдо Трієсте | синьйор Роберто    |
| Гастоне Москін    | Дон Фануцці        |
| Джо Спінелл       | Віллі Чічі         |
| Ейб Віґода        | Сальваторе Тессіо  |
| Денні Аєлло       | Тоні Розето        |
| Джеймс Каан       | Сонні Корлеоне     |
| Гаррі Дін Стентон | агент ФБР          |
| Софія Коппола     | дитина на кораблі  |

### Композитор
Ніно Рота
Кармайн Коппола

### Оператор
Гордон Вілліс

## Нагороди
Картина отримала шість премій «Оскар»: за фільм, режисуру, сценарій (написаний Ф. Ф. Копполою та М. П'юзо, автором роману «Хрещений батько»), декорації, музику (автори — Н. Рота та К. Коппола) та чоловічу роль другого плану (Де Ніро). На премію Кіноакадемії також було висунуто акторські роботи Пачіно, Страсберга і Шайр.

## Цікаві факти
Italia Coppola — Mama Corleone's Body (uncredited)

Roman Coppola — Sonny Corleone as a Boy (uncredited)

Sofia Coppola — Child on Ship (uncredited)